# Most Odrzański w Krośnie Odrzańskim
Most Odrzański w Krośnie Odrzańskim (niem. Oderbrücke) – znajdujący się na 514 km rzeki Odry most kratownicowy. Przeprawa o konstrukcji trójprzęsłowej stalowej, nitowanej. Elementy nośne wsparte są na dwóch przyczółkach brzegowych oraz dwóch filarach usytuowanych w dnie rzeki. Betonowe filary oblicowane są granitem. Przeprawa łączy lewobrzeżną (dolną) i prawobrzeżną (górną) część miasta. Zaprojektowany przez Zieglera i wybudowany w latach 1903–1905 przez Firmę Beuchelt u. Co. z Zielonej Góry. Jest odcinkiem drogi krajowej nr 29. Zarządcą obiektu jest Generalna Dyrekcja Dróg Krajowych i Autostrad. Obiekt wpisany jest do rejestru zabytków nieruchomych województwa lubuskiego pod nr rej. L-600/A z 13.08.2013 r.

## Charakterystyka techniczna
Konstrukcję ustroju nośnego mostu stanowi trójprzęsłowa belka przegubowa w układzie gerberowskim. Jest to konstrukcja stalowa, nitowana. Most spoczywa na czterech podporach, z których każda wyposażona jest w łożyska stalowe (stałe i ruchome). Przyczółki posadowione na drewnianych palach, betonowe pokryte ciosami granitowymi.
- Długość mostu w osiach podparcia – 163,540 m
- Długość konstrukcji nośnej – 164,010 m
- Szerokość całkowita przęsła – 11,980 m
- Szerokość jezdni – 6,00 m
- Szerokość chodników – 2x2,0 m
- Waga – 580 ton
- Klasa obciążenia – PN-S-10030:1985 – do 30 ton

## Historia

### 1903-1945 /budowa/

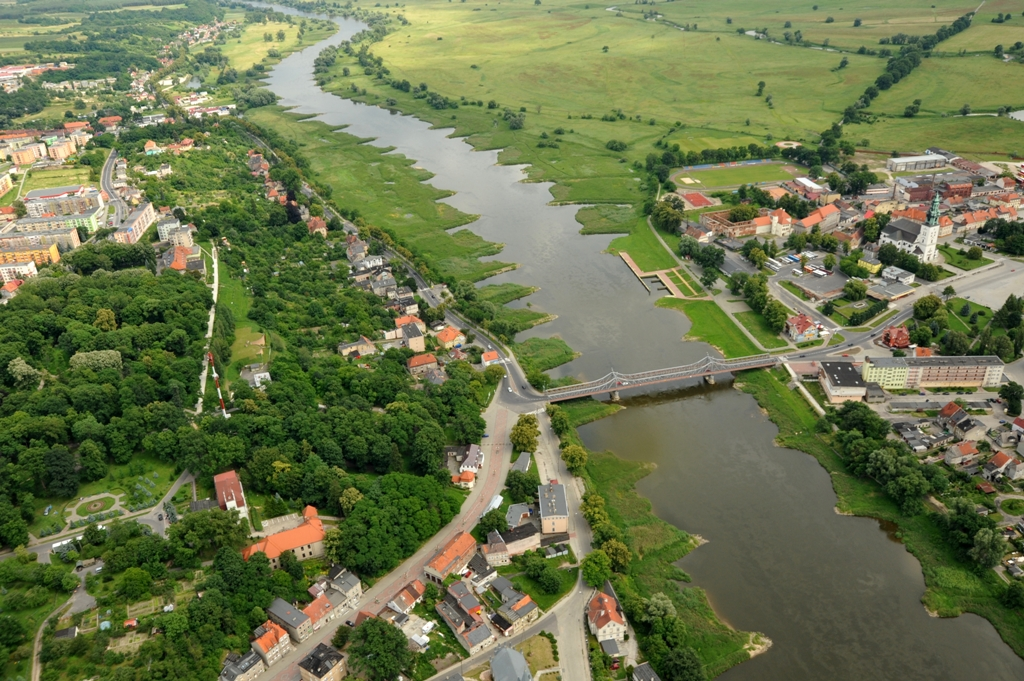
Widok Odry i mostu w Krośnie Odrzańskim z lotu ptaka (czerwiec 2009 r.).

Most powstał w miejsce konstrukcji wzniesionej w XIX w. typu holenderskiego, podnoszonej, składającej się z trzynastu jarzm mostowych. Największe zagrożenie dla wysłużonego mostu stworzyła zima roku 1876, kiedy to kry lodowe niemal nie zniosły go z nurtem. Stary most nastręczał także wielu problemów żeglarzom z uwagi na fakt, że nie był usytuowany prostopadle do nurtu. Wskutek tego jednostki pływające często narażone były na uszkodzenia w zetknięciu z elementami pełniącymi rolę lodołamaczy. Aby uniknąć utrudnień dla użytkowników drogi wodnej, nowy projekt został przesunięty w kierunku wschodnim, co z kolei wymuszało zmiany w układzie urbanistycznym ulic krośnieńskiej Starówki. Ostateczne uzgodnienia pomiędzy Zarządem Dróg Prowincjonalnych, Zarządem Regulacji Rzeki Odry i władzami miejskimi zapadły na spotkaniu 12 marca 1903 r. Przeprawa została wybudowana ze środków państwowych, przy wsparciu samorządu miejskiego. Koszt inwestycji wyniósł 356 000 marek. Głównym projektantem i jednocześnie nadzorującym prace był mistrz budowlany Ziegler, kierownikiem budowy inżynier Saalfeld. Prawdopodobnie projekt został zapożyczony od królewskiego inspektora budowlanego Rautenberga, twórcy Mostu Odrzańskiego w Brzegu. W trakcie realizacji projektu wyburzono kilka budynków, które w większości zlokalizowane były w ubogiej, nieprzynoszącej chluby dzielnicy, a także fragmenty średniowiecznych murów miejskich. Prace rozpoczęły się już w 1903 r. od wzniesienia jednego filara w nurcie rzeki i jednego brzegowego. Zgodnie z harmonogramem roboty związane z budową wszystkich czterech podpór zakończyły w sierpniu 1904 r. Uroczyste otwarcie przeprawy nastąpiło 10 czerwca 1905 r. Początkowo jako pierwszy miał przejechać przez niego wóz z obornikiem, ale ostatecznie odstąpiono od tego uznając, że nie będzie to godne tej schludnej i nowej budowli. Oficjalnie pierwszą osobą, która przeszła przez most był kapitan armii von Götzen, a pierwszym pojazdem – powóz konny radcy podatkowego Kadego.
W konstrukcji zachowało się wiele pierwotnych zdobników, m.in.: wsporniki pod lampy oświetleniowe i ażurowe portale przy filarach. W okresie Republiki Weimarskiej most zdobiły podwieszone w górnej części dwa czarne, heraldyczne (jak wynika z projektów technicznych) orły o wymiarach 1,8m x 2,5m. Ich wygląd nawiązywał do symboliki pruskiej (królewskiej), ale był także prawdopodobnie elementem wiążącym się z dawnym symbolem księstwa krośnieńskiego, którego to herb znajdował się w wielkim herbie Królestwa Prus. Taki wniosek można wysnuć analizując most w Brzegu, który zdobił herb miasta podtrzymywany przez anioła. Pierwszy duży pochód, który przeszedł nowym mostem odbył się w lipcu 1905 r. i był związany z hucznymi obchodami rocznicy 900- lecia miasta.
W roku 1933, wbrew traktatowi wersalskiemu rozpoczęto w Krośnie formowanie pułku piechoty (początkowo pod nazwą Infanterie Regiment Crossen), przekształconego następnie w jednostkę zmotoryzowaną. Zapewne było to jedną z przyczyn poszerzenia jezdni i wzmocnienia konstrukcji już w roku 1936.

### 1945-2020 /odbudowa i eksploatacja/
W 1945 r. niemiecka obrona skupiła się na przyczółku mostowym (miejscowość – punkt oporu). Głównym zadaniem nielicznej grupy obrońców, składających się z resztek wycofujących się oddziałów niemieckich było opóźnianie nacierających od prawobrzeżnej części miasta (Kamień, Łochowice) wojsk radzieckich. Most został zaminowany i ostatecznie wysadzony przez oddział Wehrmachtu. Miało to miejsce o poranku 15 lutego 1945 r. W pierwszym okresie zastępował go most pontonowy, a następnie drewniany, oba wybudowane przez Rosjan. Most drewniany służył do przeprawy dla pojazdów, a pomiędzy zniszczonymi przęsłami mostu stalowego przeprowadzono stalowe liny, na których wyłożono drewnianą, dębową kładkę. Ta prowizoryczna przeprawa miała ok. 10 metrów długości i 3 metry szerokości, i co zrozumiałe wzbudzała strach wśród mieszkańców, którzy mieli przeprawić się na drugi brzeg Odry. Głównym zagrożeniem dla obu konstrukcji były w pierwszych latach potężne zatory lodowe. Mimo ofiarności oddziałów saperskich w walce z krą lodową już w 1947 r. most został uszkodzony i na krótki czas wyłączony z ruchu kołowego. Uznanie dla poświęcenia żołnierzy znalazło swój wyraz w Uchwale nr 16 z 1947 r. MRN w Krośnie Odrzańskim: „Miejska Rada Narodowa w dowód wdzięczności za ofiarną pracę przy ochronie mostu na Odrze w Krośnie – Odrzańskim składa tą drogą pierwszemu batalionowi 4 pułku saperów Łużyckich stacjonowanych w Poznaniu jak największe uznanie za położony trud i bohaterskie przeciw stawienie się napierającemu żywiołowi jakim była powódź i pochód lodów w czasie od dnia 10.III. do 24.III.1947 r. Praca Bohaterskiego Plutonu została uwieńczona uratowaniem mostu od zagłady”.
Niemal wszystkie dotychczasowe prace remontowe i modernizacyjne związane były z dynamicznie rozwijającą się motoryzacją, a co za tym idzie wzrastającym natężeniem ruchu.  W roku 1953 wykonano zabieg poszerzenia jezdni i wzmocnienia konstrukcji, pokrywając jezdnię masą bitumiczną. Wreszcie w 1960 roku zastąpiono ją asfaltem.
W roku 1999 dokonano kapitalnego remontu przeprawy (piaskowanie elementów metalowych, zmiana nawierzchni jezdni i ciągów pieszych, malowanie w tym pokrywanie środkami przeciwkorozyjnymi), a na okres prac wzniesiono równolegle most tymczasowy.

### 2021-2025 /przebudowa i podwyższenie mostu/

#### Cele i przebieg inwestycji
Najważniejszymi celami związanymi z realizacją inwestycji były: zwiększenie klasy obciążenia mostu, podwyższenie światła mostu o 1,84 m dla jednostek pływających uczestniczących w akcjach lodołamania, zapobiegających powodziom zatorowym oraz podniesienie klasy żeglowności drogi wodnej Odry do klasy Va.

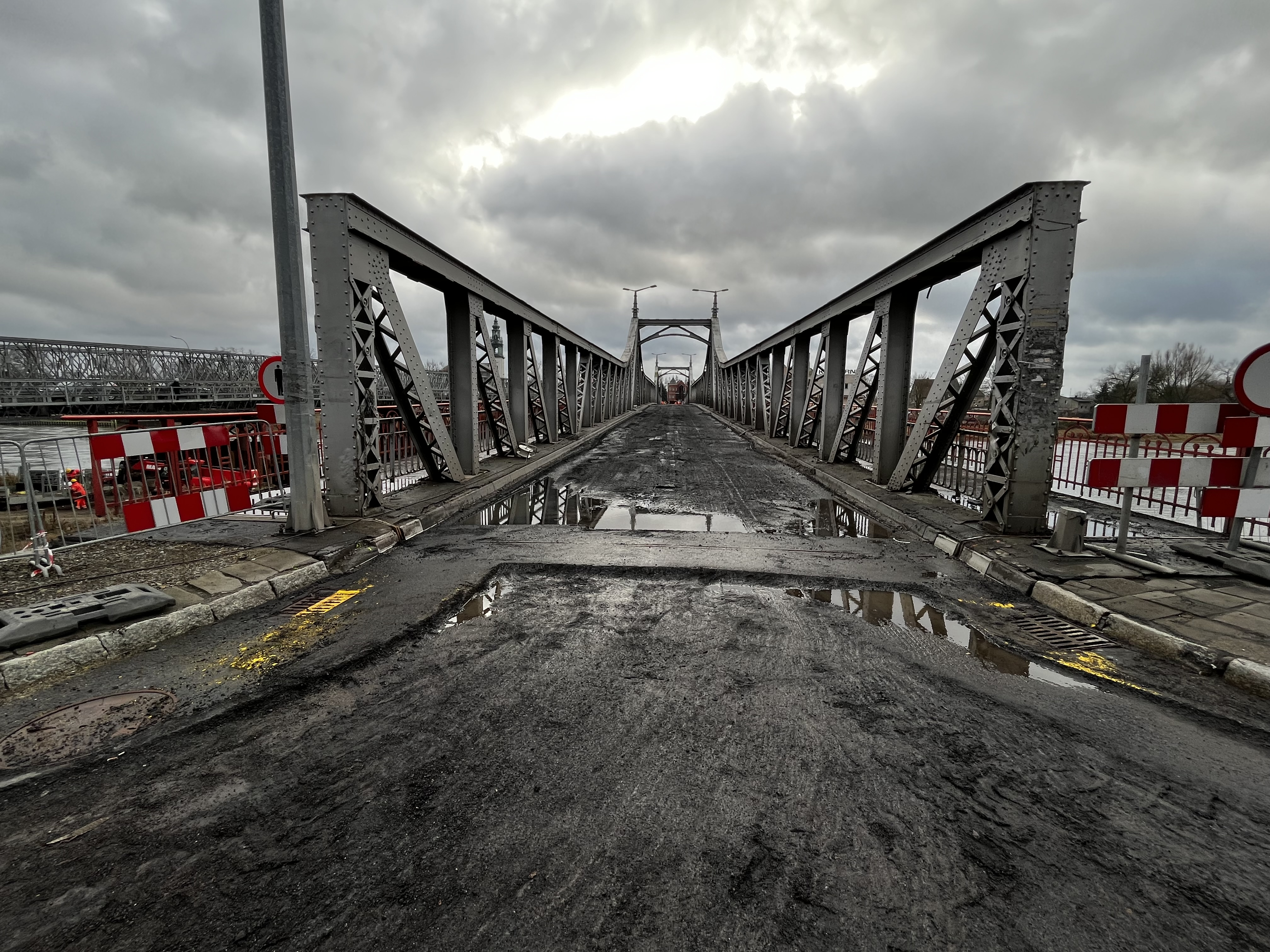
Prace przygotowujące most do podniesienia - styczeń 2023 r.

12 stycznia 2021 roku Wody Polskie podpisały ze spółką Strabag umowę na przebudowę oraz podwyższenie mostu.
W czasie prowadzenia inwestycji ruch samochodowy odbywał się po moście tymczasowym. Pierwotnie prace miały zakończyć się jesienią 2023 roku, jednak problemy techniczne spowodowały półtoraroczne opóźnienie. W październiku 2024 roku zapewniono przejezdność zabytkowego mostu w jednym kierunku. Przywrócenie ruchu dwukierunkowego nastąpiło 31 marca 2025 roku.
Oficjalne otwarcie całej inwestycji miało miejsce 12 maja 2025 roku.
Projekt o wartości prawie 117 mln zł finansowany był m.in.: z pożyczki Banku Światowego w ramach Projektu Ochrony Przeciwpowodziowej w Dorzeczu Odry i Wisły, kredytu Banku Rozwoju Rady Europy oraz budżetu państwa.
W wyniku przeprowadzonych prac odległość pomiędzy dolną częścią mostu Odrzańskiego, a lustrem wody wynosi minimum 5,25 m.

#### Zakres prac
Zakres robót obejmował:

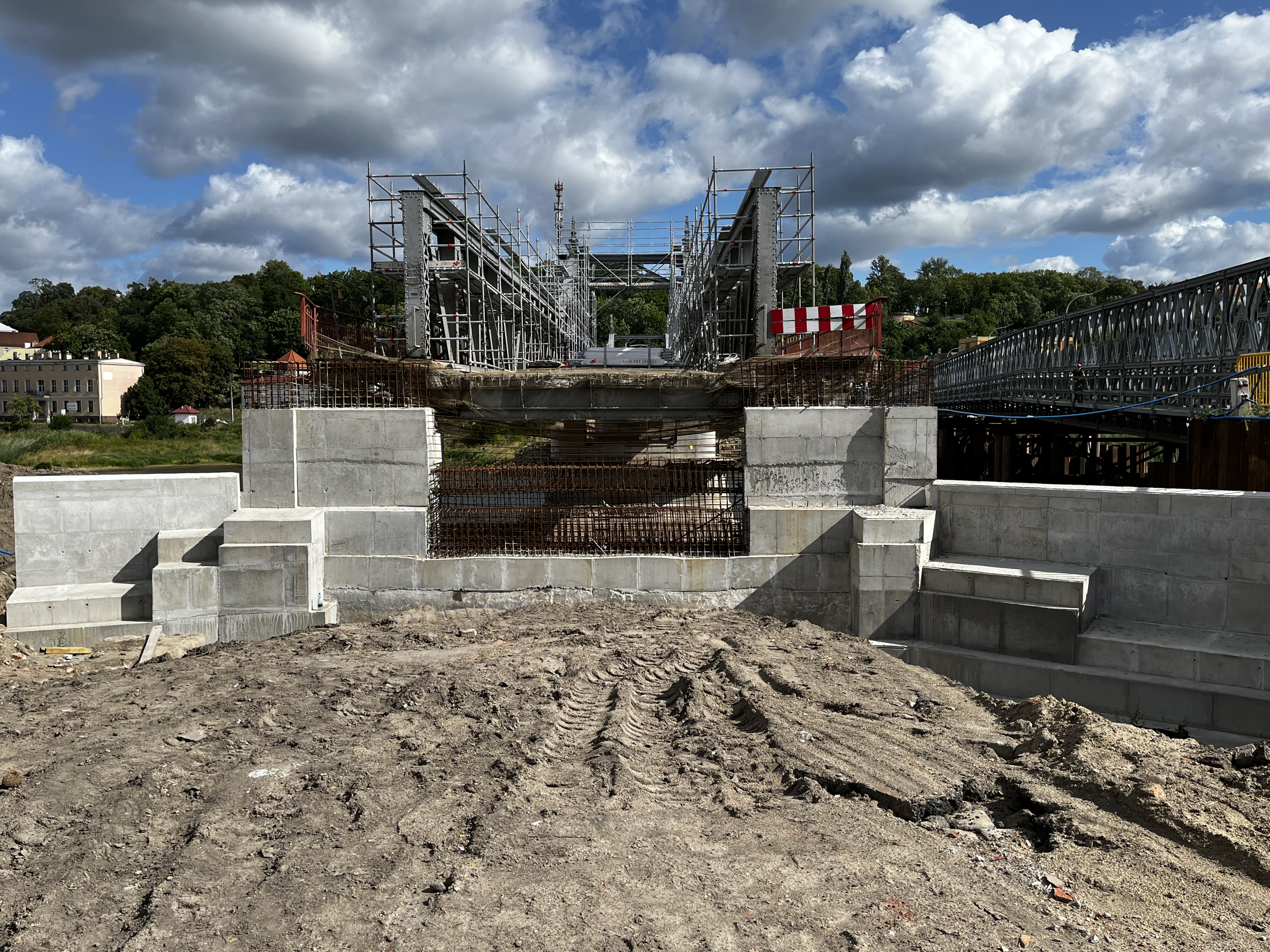
Most po podniesieniu o 1,8 m - sierpień 2023 r.

- podniesienie i nadbudowę podpór konstrukcji nośnej istniejącej przeprawy,
- rozbudowę drogi krajowej nr 29 na odcinku objętym przebudową,
- wykonanie murów oporowych na dojazdach do obiektu mostowego,
- odcinkowe umocnienie skarp rzeki Odry,
- przebudowę chodników oraz ciągów pieszych,
- przebudowę zjazdów indywidualnych,
- wykonanie elementów bezpieczeństwa ruchu drogowego oraz pieszego,
- przebudowę istniejącej sieci energetycznej, oświetlenia drogowego sieci telekomunikacyjnej, sieci wodociągowej, kanalizacji grawitacyjnej i sanitarnej oraz gazociągu.

## Galeria zdjęć

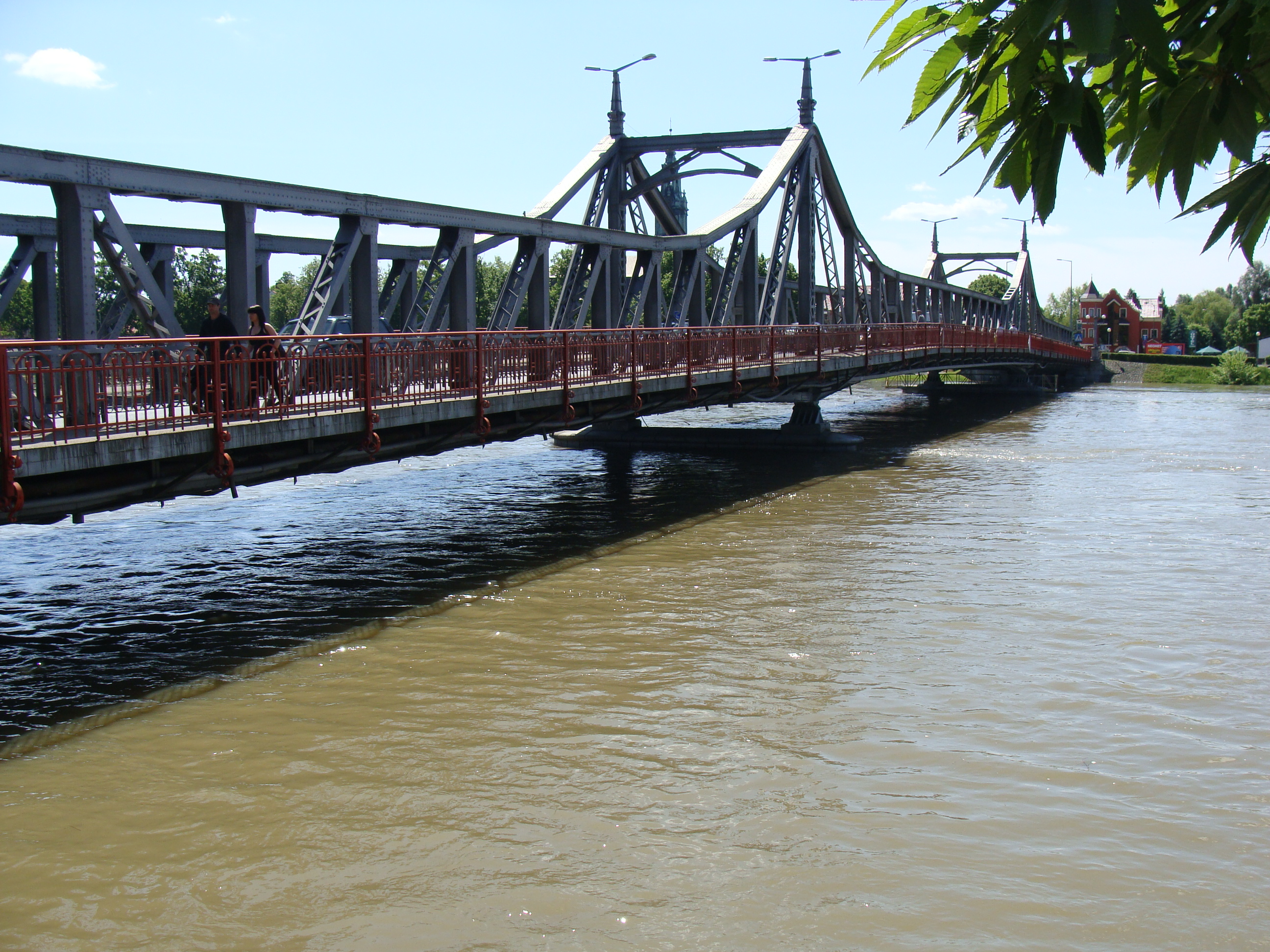
Wysoki stan wody w czasie powodzi w maju 2010 r.
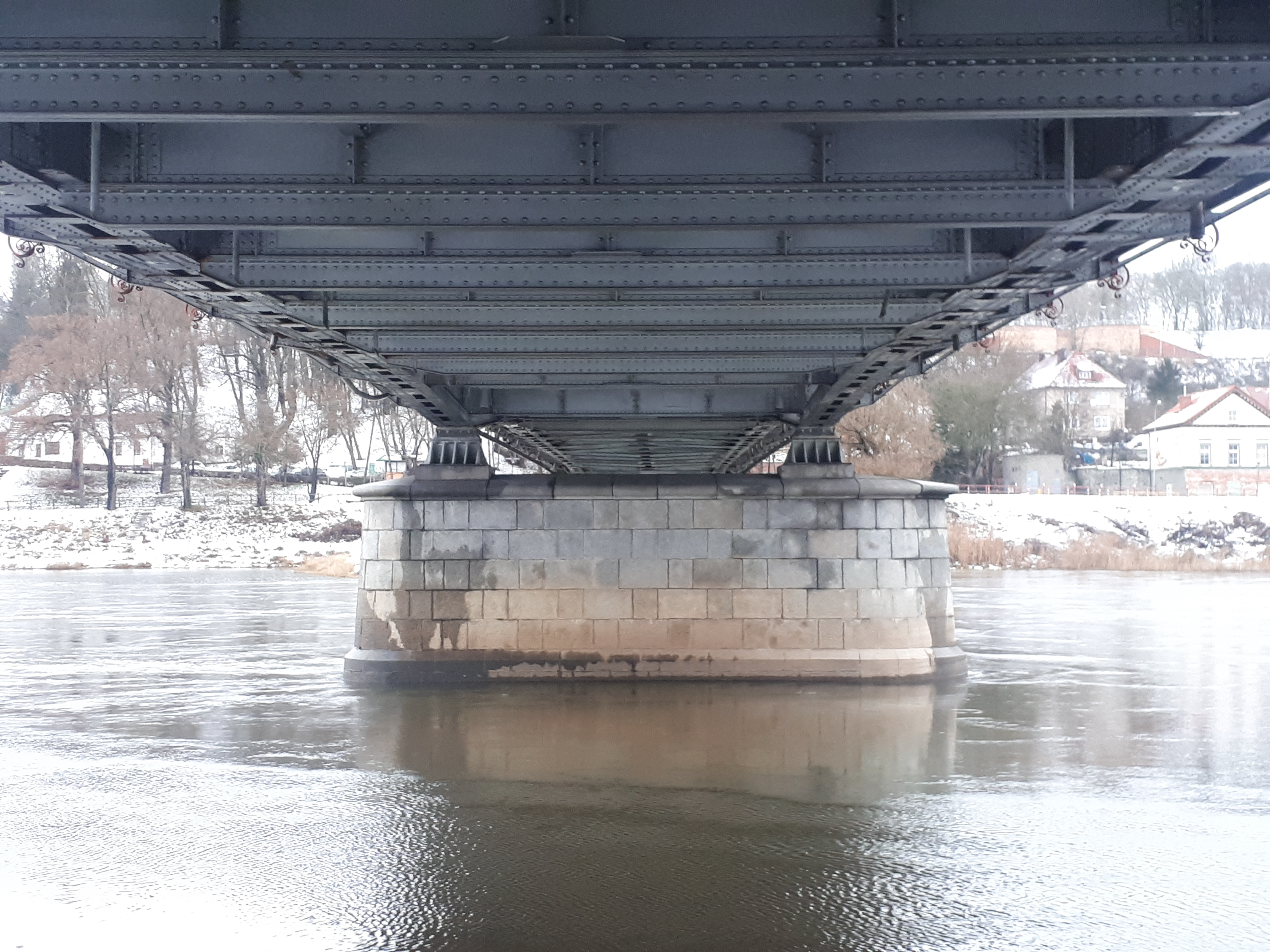
Jedna z dwóch podpór w nurcie rzeki mostu w Krośnie Odrzańskim.
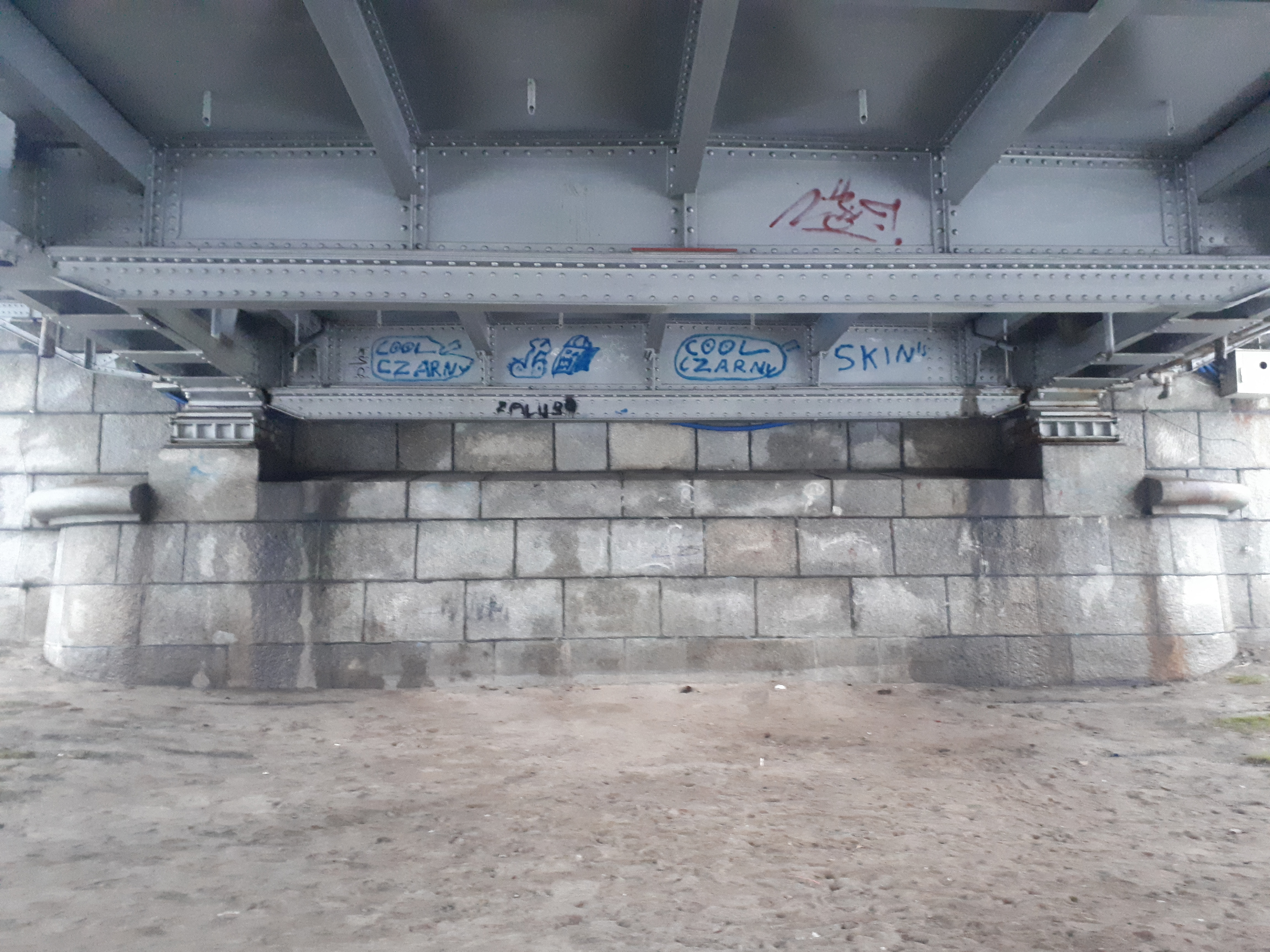
Podpora przyczółkowa mostu od strony Zielonej Góry.
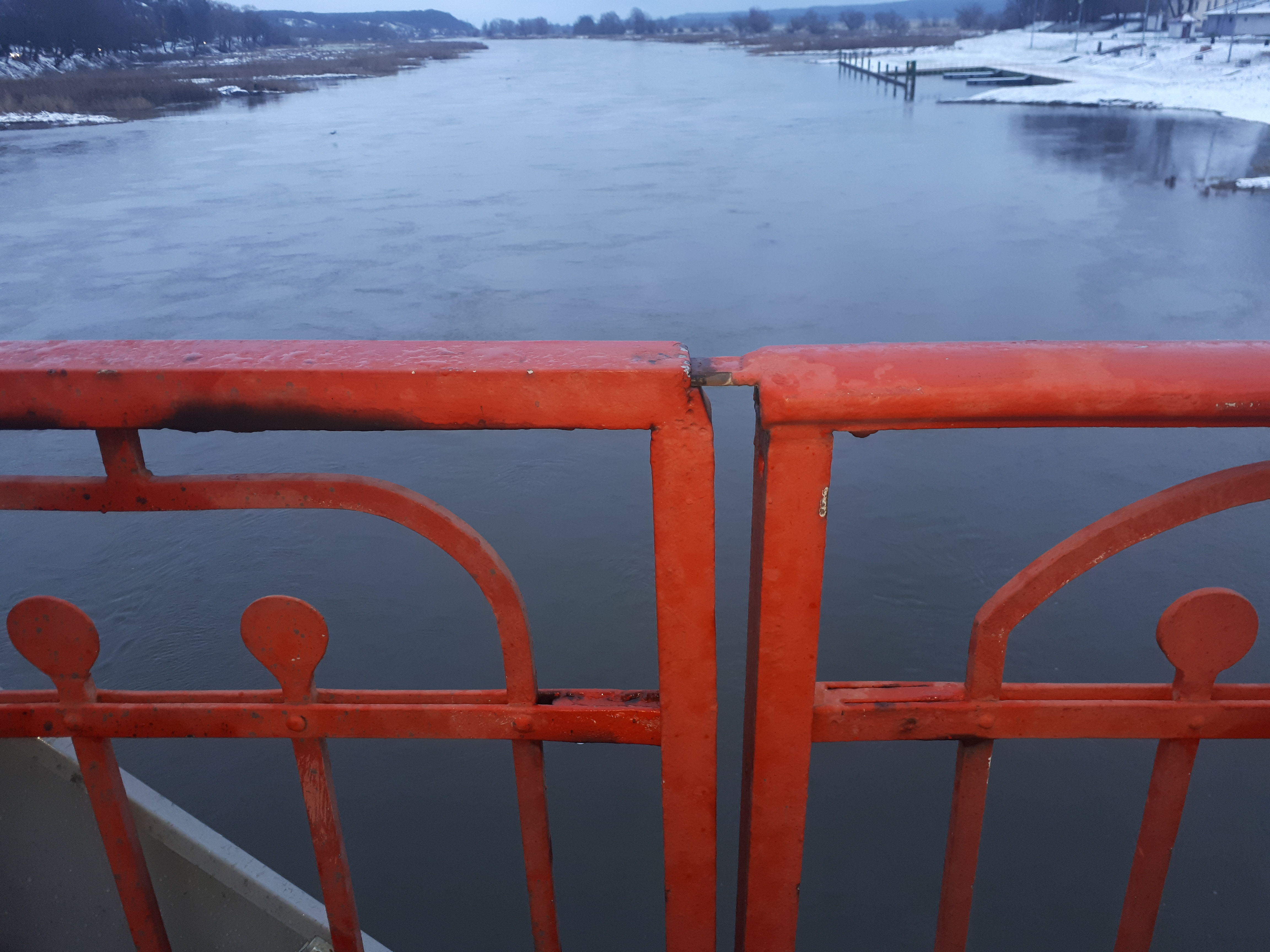
Łączenie poręczy balustrady w miejscu wysadzonej w lutym 1945 r.
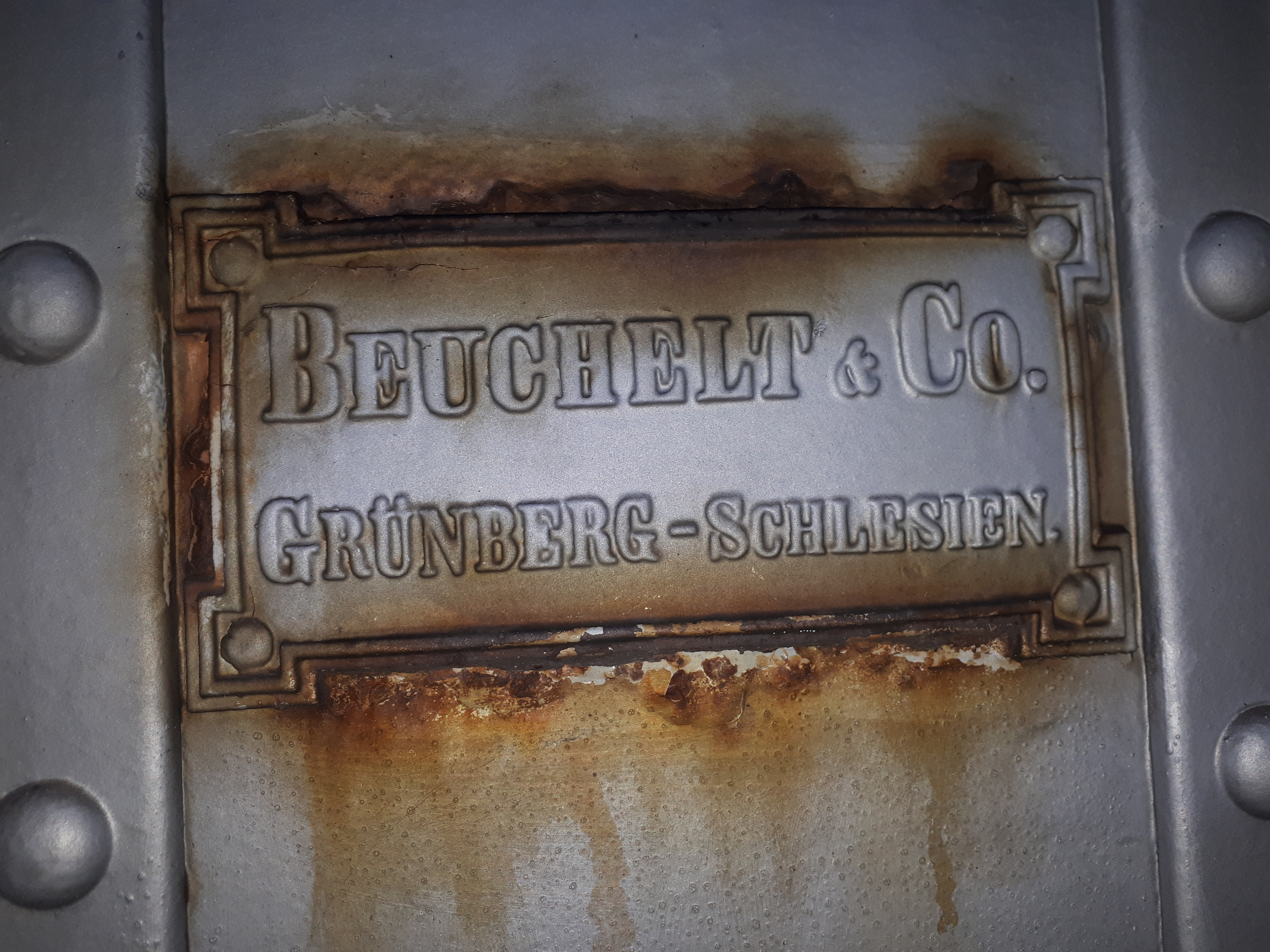
Tabliczka na przęśle mostu z informacją o jego producencie.